# Розенталь, Давид Пинкусович
Давид Пинкусович (Петрович) Розенталь (14 декабря 1808, Тарногруд Люблинская губерния — 8 февраля 1889, Варшава, Царство Польское, Российская империя) — российский врач, преподаватель Института сельского хозяйства и лесоводства в Маримонте (ныне Харьковский национальный аграрный университет имени В. В. Докучаева). Доктор медицины (1834).

## Биография
Сын врача при штабе польской армии. Окончил гимназию во Львове. В 1824—1826 слушал лекции по философии во Львовском университете.
Медицинское образование получил в Венском университете (1826—1831). В 1831 был отправлен в Венгрию и Трансильванию для изучения свирепствовавшей там в то время холеры и оказания помощи населению.
В 1836 году получил должность врача, руководителя отдела внутренней медицины в еврейском госпитале в Варшаве, a в 1843—1879 — был его главным врачом.
С 1849 по 1862 год занимал пост врача в Маримонтском институте сельского хозяйства и лесоводства (в предместье Варшавы); с 1859 по 1862 год преподавал гигиену и диетологию в этом же институте.
С 1872 года и до конца жизни являлся сверхштатным акушером Варшавской городской врачебной управы.
Несколько раз боролся против эпидемии холеры. Почётный член варшавского медицинского общества, член физико-медицинского общества Московского университета.
Был удостоен наград Российской империи. В период работы в Маримонтском институте (до 1861 года) был пожалован чином коллежского асессора, пребывал в этом чине до конца жизни. По данному чину получил право на личное дворянство.
Из работ Д. Розенталя можно отметить «O nosaciznie u ludzi» (Варшава, 1849) и «De morbillis eorumque anomaliis» (Вена, 1834).